# Старцер, Йозеф

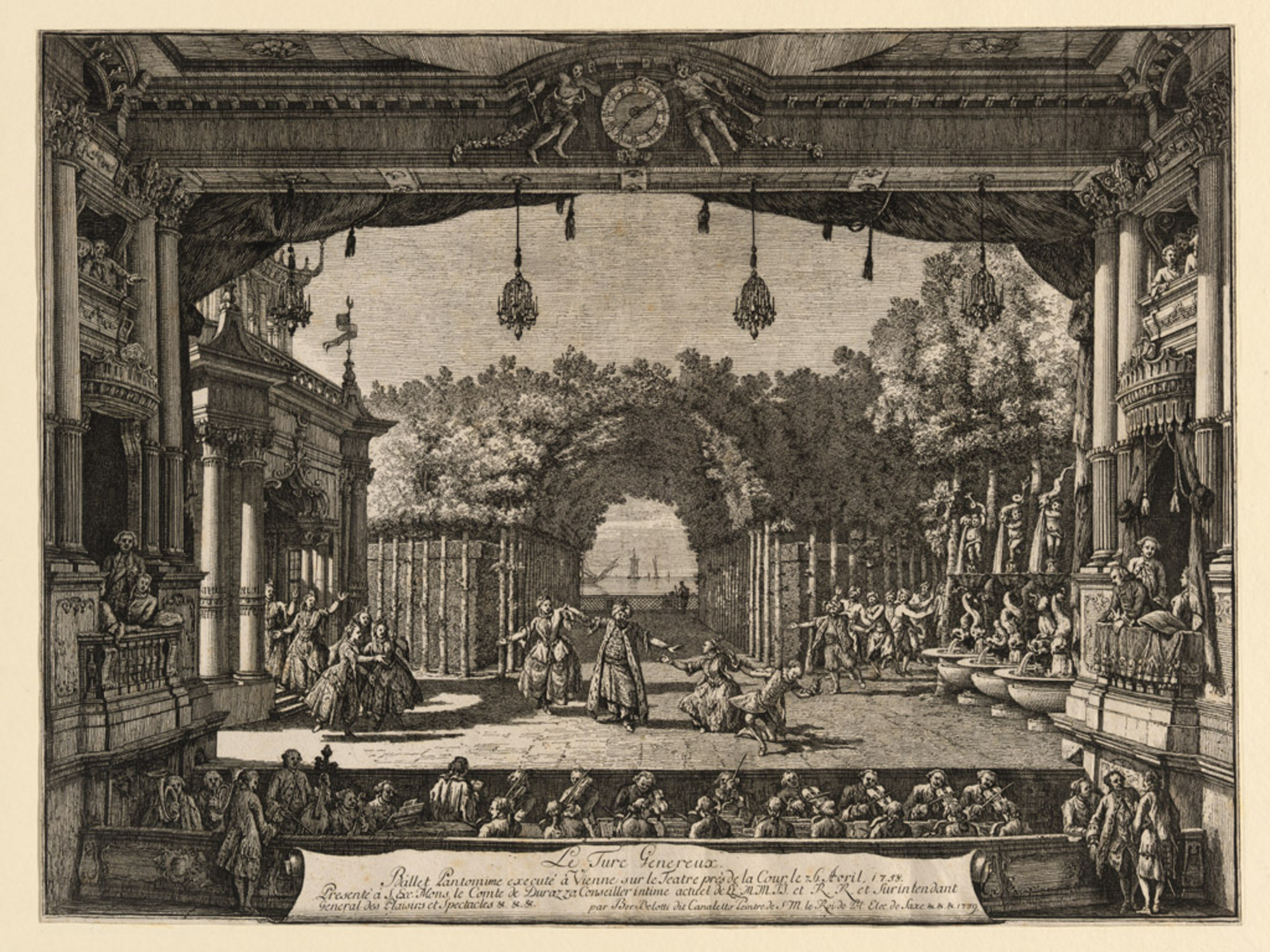
Йозеф Старцер (за клавесином) во время представления своего балета «Великодушный турок» 26 апреля 1758 года в венском Бургтеатре. Офорт Бернардо Беллотто, 1779.

Йо́зеф Ста́рцер, иногда также Штарцер (нем. Josef Starzer; 5 января 1726, Вена — 22 апреля 1787, там же) — немецкий композитор и скрипач, в 1760-х годах живший в Санкт-Петербурге и служивший при дворе Елизаветы Петровны в качестве придворного композитора и концертмейстера. Автор первого российского действенного балета «Победа Флоры над Бореем» (1760). 
Сотрудничал с такими балетмейстерами, как Жан-Жорж Новерр и Франц Хильфердинг. 

## Биография
Служил в Вене концертмейстером придворной капеллы. Сотрудничал с балетмейстером Францем Хильфердингом, поставившим среди прочих его балеты «Амур и Психея» (1752) и «Великодушный турок» (в честь визита в Вену посла Османской империи, 1758). В 1760 году вслед за Хильфердингом переехал в Санкт-Петербург, где получил должность придворного композитора и концертмейстера при дворе Елизаветы Петровны. Здесь были поставлены его балеты «Победа Флоры над Бореем» (La Victoire de Flore sur Borée, 1760), «Любовь-целительница» (L’amor medico, 1762), «Аполлон и Дафна» (1764). 
Некоторые свои произведения создал совместно с композитором Германом Раупахом, также работавшим в Петербурге (опера-балет «Прибежище добродетели», 1759; пролог «Новые лавры» к опере «Альцеста»). 
В 1770-х годов вновь работал в Вене, где стал придворным композитором. Активно сотрудничал с балетмейстером Жан-Жоржем Новерром, поставившим целый ряд его балетов, среди которых: «Дон Кихот» (1768), «Роджер и Брадаманта» и «Пять султанш» (1772), «Оставленная Дидона» и «Адель де Понтье» (1773; последний в 1797 году был поставлен в Петербурге), «Горации и Куриации» (Die Horazier, 1775). Кроме того написал ораторию «Страсти Иисуса Христа» (итал. Le passione di Gesù Cristo; 1778), скрипичный концерт и ряд камерных и скрипичных композиций.
Умер 22 апреля 1787 год в Вене.